# Chamonix
Chamonix-Mont-Blanc, eller slet og ret Chamonix, er en by med ca. 9.000 indbyggere. Byen ligger ved foden af Mont Blanc i départementet Haute-Savoie i regionen Auvergne-Rhône-Alpes i det sydøstlige Frankrig. Chamonix er et vintersportssted og betegnes ofte som 'alpinismens hovedstad' i Europa.
De første Vinter-OL blev afholdt her i 1924. Chamonix ligger i Arve-dalen (fransk: Vallée de l'Arve).

## Geografi
Chamonix ligger ca. 1.037 m.o.h. Gennem dalen løber floden Arve. På den sydøstlige side af Chamonix ligger Mont Blanc, Frankrigs og Vesteuropas højeste bjerg. Chamonixområdet grænser op til Aostadalen i Italien (gennem Mont Blanc-tunnelen) og Martigny i Schweiz via Col des Montets-passet (1.461 m.o.h).

## Seværdigheder
Syd for Chamonix ligger flere bjergtinder, blandt andet Aiguille du Midi (3.842 m.o.h.) og Mont Blanc (4.810 m.o.h.). For at komme op til Mont Blanc må man benytte en svævebane det første stykke, hvorfra det er muligt at klatre op langs isbræerne. Det er også muligt at tage Aiguille du Midi-svævebanen helt til Aiguille du Midi, hvorfra der er udsigt til Mont Blanc og en række andre tinder i Alperne.
Tandhjulsbanen Chemin de fer du Montenvers fører fra banegården i Chamonix op til Frankrigs største gletsjer Mer de Glace.

## Galleri
- Panorama fra Chamonix-dalen
- Dalstation for Téléphérique de l'Aiguille du Midi
- Toppen af Téléphérique de l'Aiguille du Midi (3.843 m.o.h.)
- Mont Blanc
- Chamonix banegård med Mont Blanc i baggrunden